# Amorbach
 (décembre 2012).
Si vous disposez d'ouvrages ou d'articles de référence ou si vous connaissez des sites web de qualité traitant du thème abordé ici, merci de compléter l'article en donnant les références utiles à sa vérifiabilité et en les liant à la section « Notes et références ».
Amorbach est une ville allemande de l'arrondissement de Miltenberg dans le district de Basse-Franconie, en Bavière.

## Géographie
La ville se situe dans une vallée au cœur de l'Odenwald, au milieu de vastes forêts.

## Administration
En plus du centre-ville, le territoire communal comprend les quartiers de Beuchen, Boxbrunn, Otterbach et Reichartshausen.

## Histoire

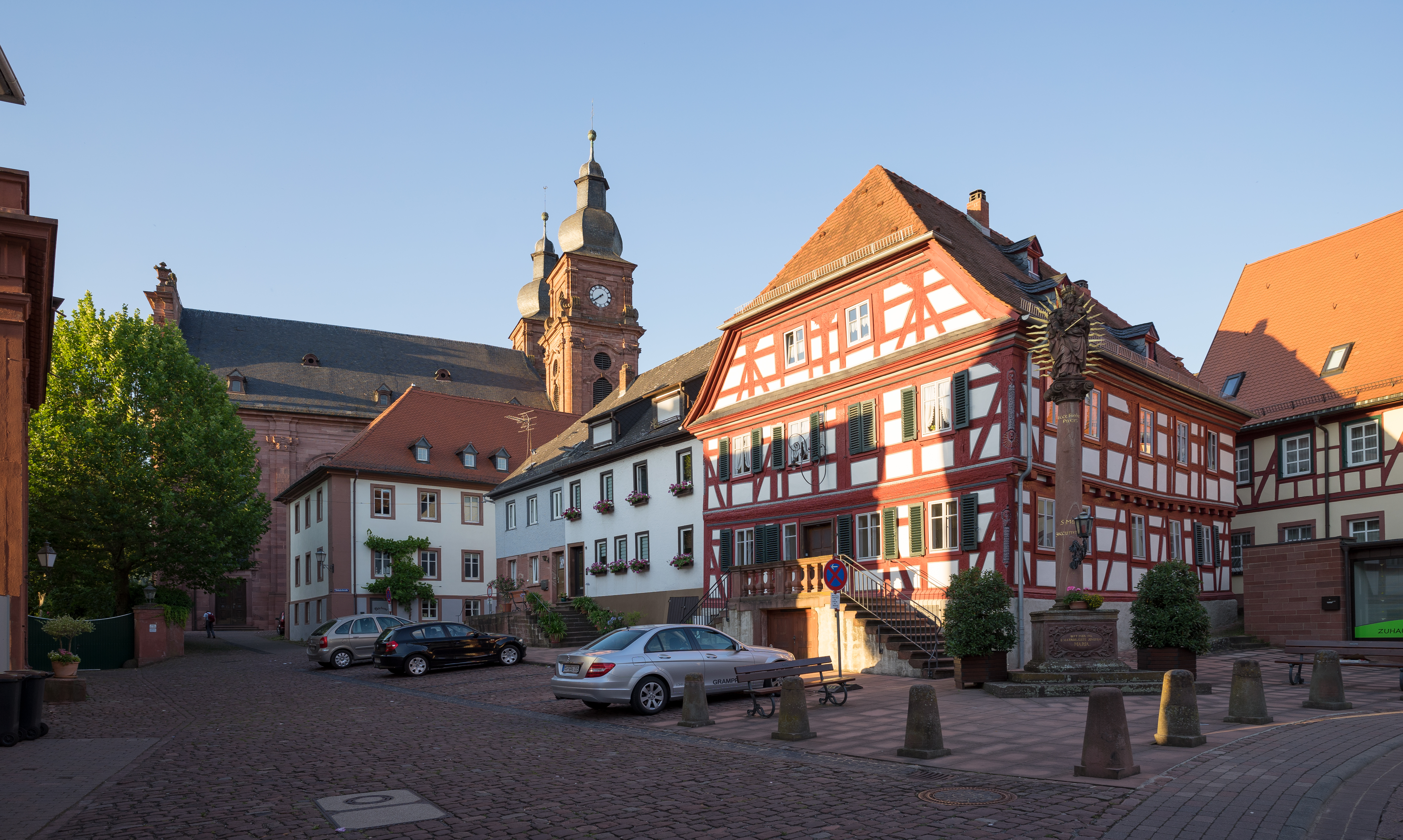
Place du marché.

L'abbaye d'Amorbach fut fondée vers 734 par un compagnon de saint Pirmin. L'orgue de l'église abbatiale fut fabriquée en 1782 par la famille Stumm.
Dépossédés par le Traité de Lunéville du 9 février 1801 de leurs possessions françaises, le comté de Dabo et la seigneurie de Réchicourt-le-Château, les princes de Linange / Fürst von Leiningen reçurent des compensations en Allemagne, Amorbach et Miltenberg en Bavière,ainsi que Mosbach en Bade-Wurtemberg, qu'ils conservèrent jusqu'en 1816.

## Jumelages
La ville d'Amorbach est jumelée avec :
- Vic-sur-Cère (France) depuis 1967